# Jüdischer Friedhof (Jihlava)
Koordinaten: 49° 23′ 44,7″ N, 15° 34′ 22,2″ O

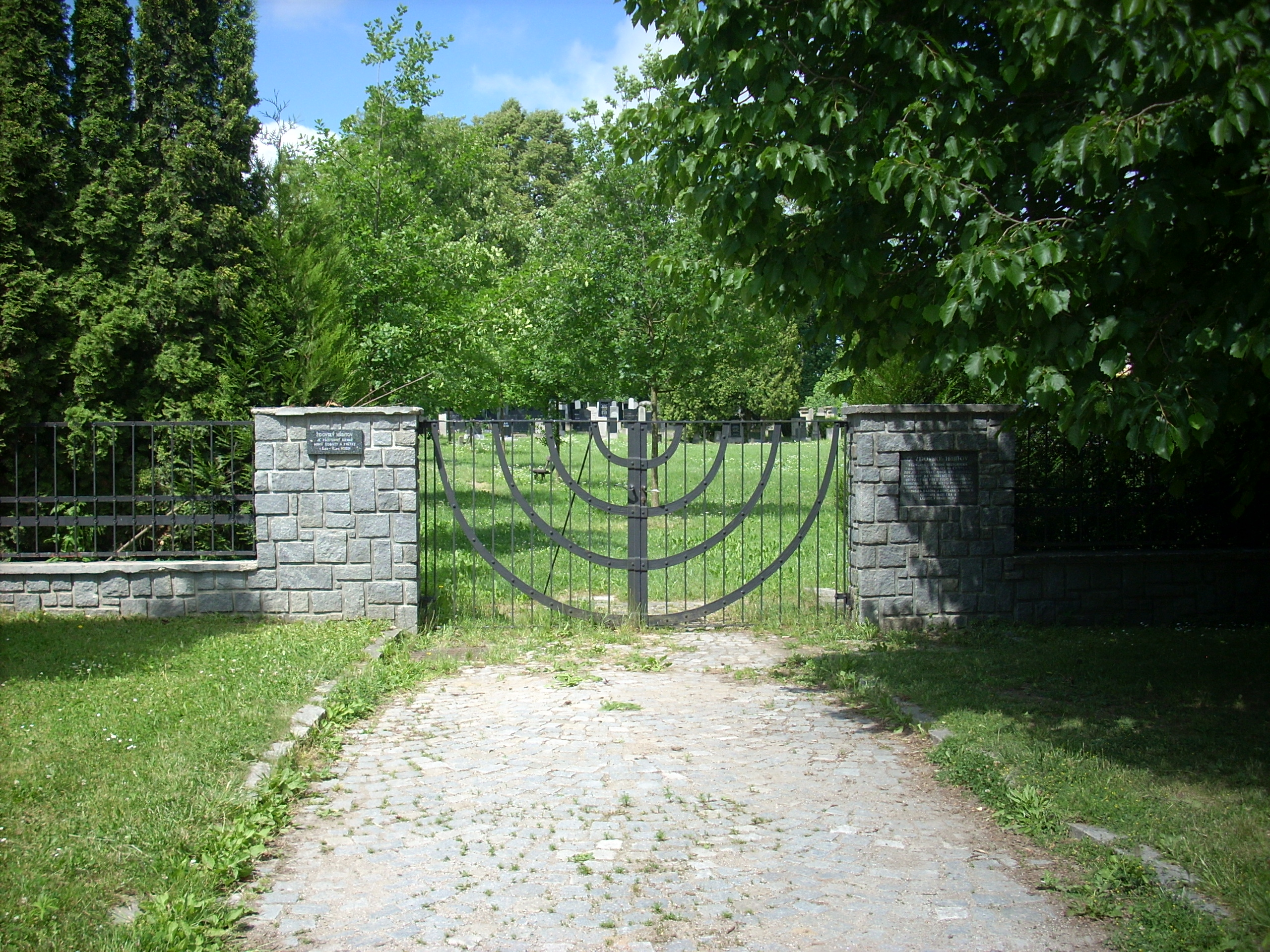
Eingang zum jüdischen Friedhof in Jihlava

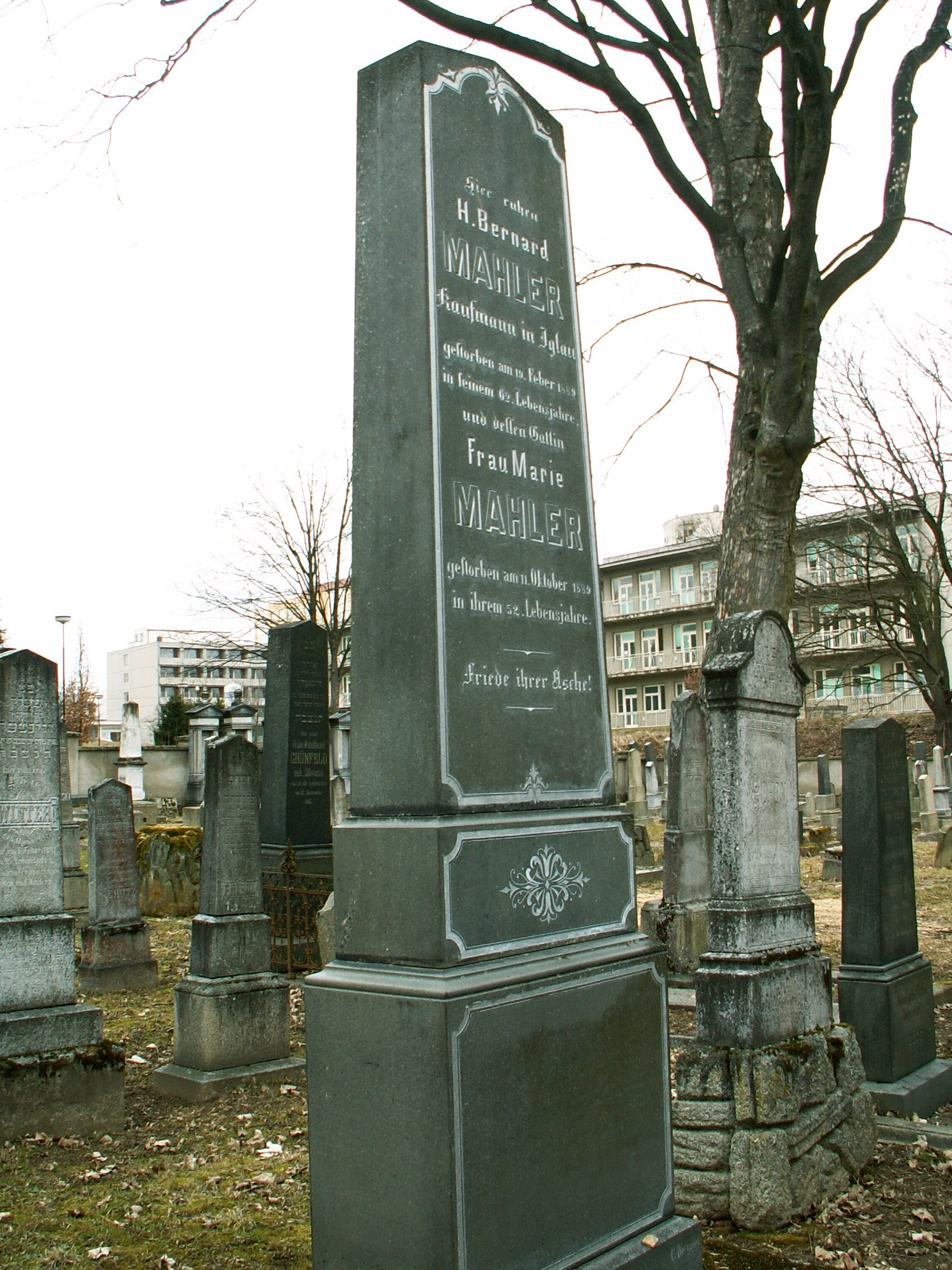
Grabstein der Eltern von Gustav Mahler

Der Jüdische Friedhof in Jihlava (deutsch Iglau), einer Stadt im Okres Jihlava in der Kraj Vysočina (Tschechien), wurde in den 1860er Jahren errichtet. Der jüdische Friedhof ist seit 1996 ein geschütztes Kulturdenkmal.

## Geschichte
Die Verstorbenen der jüdischen Gemeinde Jihlava wurden vor Errichtung des eigenen Friedhofs auf dem jüdischen Friedhof in Puklice beerdigt. Am 8. Dezember 1904 wurde ein neu errichtetes Friedhofsgebäude von Rabbiner Joachim Jacob Unger eingeweiht. Bei der deutschen Besetzung 1939 wurden der Friedhof und die Synagoge Jihlava zerstört. 1997 wurde hier ein Denkmal für die Opfer des Holocaust enthüllt. Auf dem Friedhof, der eine Fläche von 8879 Quadratmeter besitzt, befinden sich heute noch circa 1100 Grabsteine (Mazevot).